# Чернореченск
Черноре́ченск — посёлок в муниципальном округе Краснотурьинск Свердловской области России.

## География
Чернореченск расположен в 17 километрах по прямой и в 19 километрах по дороге к северу от города Краснотурьинска, на берегу реки Чёрной (правого притока Большой Волчанки). В посёлке имеются плотины, два пруда.

## История
Посёлок был основан как прииск в 1840-х годах. Указом Президиума Верховного Совета РСФСР от 08.07.1985 г. посёлок Чёрная переименован в Чернореченск.

## Население
| 2002 | 2010 |
| ---- | ---- |
| 223  | ↗281 |